# Canton de Tourcoing-1
Le canton de Tourcoing-1 est une circonscription électorale française du département du Nord créée par le décret du 17 février 2014. Il tient lieu de circonscription d'élection des conseillers départementaux et entre en vigueur lors des élections départementales de 2015.

## Histoire
Un nouveau découpage territorial du département du Nord entre en vigueur à l'occasion des premières élections départementales suivant le décret du 17 février 2014. Les conseillers départementaux sont, à compter de ces élections, élus au scrutin majoritaire binominal mixte. Les électeurs de chaque canton élisent au Conseil départemental, nouvelle appellation du Conseil général, deux membres de sexe différent, qui se présentent en binôme de candidats. Les conseillers départementaux sont élus pour 6 ans au scrutin binominal majoritaire à deux tours, l'accès au second tour nécessitant 12,5 % des inscrits au 1er tour. En outre la totalité des conseillers départementaux est renouvelée. Ce nouveau mode de scrutin nécessite un redécoupage des cantons dont le nombre est divisé par deux avec arrondi à l'unité impaire supérieure si ce nombre n'est pas entier impair, assorti de conditions de seuils minimaux. Dans le Nord, le nombre de cantons passe ainsi de 79 à 41.
Le canton de Tourcoing-1 est formé de communes des anciens cantons de Tourcoing-Nord (2 communes) et de Tourcoing-Nord-Est (1 commune). Il est entièrement inclus dans l'arrondissement de Lille. Le bureau centralisateur est situé à Tourcoing.

## Représentation
| Période élective | Période élective | Mandat | Mandat   | Identité              | Nuance | Nuance | Qualité                                                         |
| ---------------- | ---------------- | ------ | -------- | --------------------- | ------ | ------ | --------------------------------------------------------------- |
| 2015             | 2021             | 2015   | 2021     | Gustave Dassonville   |        | LR     | Cadre Maire d'Halluin                                           |
| 2015             | 2021             | 2015   | 2021     | Marie Tonnerre        |        | LR     | Responsable marketing opérationnel Maire de Neuville-en-Ferrain |
| 2021             | 2028             | 2021   | en cours | Vincent Ledoux        |        | DVD    | Enseignant Député du Nord (depuis 2016)                         |
| 2021             | 2028             | 2021   | en cours | Marie Tonnerre-Desmet |        | LR     | Conseillère sortante                                            |

### Résultats détaillés

#### Élections de mars 2015
À l'issue du 1er tour des élections départementales de 2015, deux binômes sont en ballottage : Gustave Dassonville et Marie Tonnerre (Union de la Droite, 39,49 %) et Christophe Marecaux et Virginie Rosez (FN, 35,53 %). Le taux de participation est de 43,51 % (21 631 votants sur 49 710 inscrits) contre 46,81 % au niveau départemental et 50,17 % au niveau national.
Au second tour, Gustave Dassonville et Marie Tonnerre (Union de la Droite) sont élus avec 61,12 % des suffrages exprimés et un taux de participation de 42,78 % (11 832 voix pour 21 265 votants et 49 710 inscrits).

#### Élections de juin 2021
Le premier tour des élections départementales de 2021 est marqué par un très faible taux de participation (33,26 % au niveau national). Dans le canton de Tourcoing-1, ce taux de participation est de 24,6 % (12 201 votants sur 49 597 inscrits) contre 30,39 % au niveau départemental. À l'issue de ce premier tour, deux binômes sont en ballottage : Vincent Ledoux et Marie Tonnerre-Desmet (Union à droite, 52,77 %) et Mélanie D'Hont et Bastien Verbrugghe (RN, 25,53 %).
Le second tour des élections est marqué une nouvelle fois par une abstention massive équivalente au premier tour. Les taux de participation sont de 34,36 % au niveau national, 31,01 % dans le département et 25,49 % dans le canton de Tourcoing-1. Vincent Ledoux et Marie Tonnerre-Desmet (Union à droite) sont élus avec 72,59 % des suffrages exprimés (8 539 voix pour 12 646 votants et 49 616 inscrits),,.

## Composition
| Nom                               | Code Insee | Intercommunalité              | Superficie (km2) | Population (dernière pop. légale)                | Densité (hab./km2) | Modifier                                    |
| --------------------------------- | ---------- | ----------------------------- | ---------------- | ------------------------------------------------ | ------------------ | ------------------------------------------- |
| Tourcoing (bureau centralisateur) | 59599      | Métropole européenne de Lille | 15,19            | Fraction : 22 311 (2022) Commune : 99 160 (2022) | 6 528              | modifier les données · modifier les données |
| Halluin                           | 59279      | Métropole européenne de Lille | 12,56            | 20 684 (2022)                                    | 1 647              | modifier les données · modifier les données |
| Neuville-en-Ferrain               | 59426      | Métropole européenne de Lille | 6,18             | 10 125 (2022)                                    | 1 638              | modifier les données · modifier les données |
| Roncq                             | 59508      | Métropole européenne de Lille | 10,59            | 13 873 (2022)                                    | 1 310              | modifier les données · modifier les données |
| Canton de Tourcoing-1             | 5937       |                               |                  | 66 993 (2022)                                    |                    | modifier les données                        |

Le canton de Tourcoing-1 comprend :
1. Trois communes entières ;
2. La partie de la commune de Tourcoing située à l'ouest d'une ligne définie par l'axe des voies et limites suivantes : depuis la limite territoriale de la commune de Neuville-en-Ferrain, rue Robert-Schuman, rue Marcel-Beyens, rue du Roitelet, chaussée Gramme, chaussée Fernand-Forest, rue Francis-de-Pressensé, rue des Maraîchers, rue des Phalempins, rue de la Latte, rue de Roncq, rue Jean-Jaurès, rue de la Fin-de-la-Guerre, rue du Repos, square de l'Abattoir, rue Jean-Froissart, rue de Paris, rond-point de la route départementale 770, jusqu'à la limite territoriale de la commune de Mouvaux.

## Démographie
En 2022, le canton comptait 66 993 habitants, en évolution de +1,05 % par rapport à 2016 (Nord : +0,51 %, France hors Mayotte : +2,11 %).
| 2013   | 2018   | 2022   |
| ------ | ------ | ------ |
| 66 238 | 66 299 | 66 993 |